# Rose Kennedy

Rose Kennedy mit ihrem zweitältesten Sohn John F. Kennedy am 6. Dezember 1962

Rose Elizabeth Kennedy, geb. Fitzgerald (* 22. Juli 1890 in Boston, Massachusetts; † 22. Januar 1995 in Hyannis, Massachusetts), war ein Mitglied der US-amerikanischen Kennedy-Dynastie. Sie war die Mutter des 35. Präsidenten der USA, John F. Kennedy, des ehemaligen Justizministers Robert F. Kennedy und des US-Senators Edward Kennedy.

## Leben
Rose Elizabeth Fitzgerald war das älteste Kind des Politikers und Bostoner Bürgermeisters John F. Fitzgerald (genannt „Honey Fitz“) und seiner Frau Mary Josephine Hannon (1865–1964). Einen Teil ihrer Kindheit verbrachte sie in Europa, wo sie unter anderem von 1906 bis 1909 Internatsschülerin des Nonnenklosters der Gesellschaft vom Heiligen Herzen Jesu (Sacré-Cœur) auf Schloss Blumenthal im niederländischen Vaals war. Später sollte sie in der High School des Wellesley College aufgenommen werden, aber zu ihrem Bedauern schrieb ihr Vater sie auf Vorschlag von Erzbischof William Henry O’Connell im Convent of the Sacred Heart in Boston ein. 
Sie heiratete am 7. Oktober 1914 Joseph P. Kennedy, mit dem sie neun Kinder hatte:
- Joseph Patrick Kennedy, Jr. (1915–1944), starb als Pilot im Zweiten Weltkrieg, als sein Flugzeug explodierte, er wurde posthum als Kriegsheld gefeiert.
- John Fitzgerald Kennedy (1917–1963), 35. Präsident der Vereinigten Staaten; am 22. November 1963 in Dallas ermordet
- Rosemary Kennedy (1918–2005), lebte nach einer fragwürdigen Operation (Lobotomie) ab ihrem 23. Lebensjahr in einer Nervenheilanstalt
- Kathleen Agnes Kennedy (1920–1948), bei einem Flugzeugabsturz ums Leben gekommen
- Eunice Mary Kennedy (1921–2009), Gründerin der Special Olympics, Mutter von Maria Shriver
- Patricia Kennedy (1924–2006)
- Robert Francis Kennedy (1925–1968), US-amerikanischer Politiker; am 6. Juni 1968 in Los Angeles ermordet
- Jean Ann Kennedy (1928–2020)
- Edward Moore (Ted) Kennedy (1932–2009), US-amerikanischer Senator und einer der führenden liberalen Politiker der USA

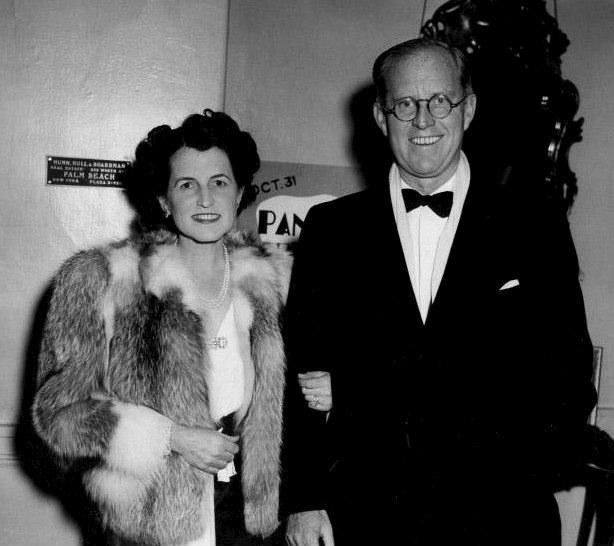
Rose und Joseph Kennedy 1940

Die Familie lebte die ersten zehn Jahre in Brookline (Massachusetts) und zog dann nach Riverdale (New York). Ihr Ehemann hatte inzwischen ein großes Vermögen als Finanzier gemacht. Von 1938 bis 1940 lebten sie in London, wo Joseph P. Kennedy als US-Botschafter amtierte. Kennedy sprach mehrere Sprachen fließend und war eine versierte Pianistin. Zierlich und schlank kleidete sie sich stilvoll. Sie wurde bei einer Umfrage unter Modedesignern zur am besten gekleideten Frau des öffentlichen Lebens gekürt. Rose Kennedy galt auch als vorbildliche Mutter und führte über ihre vielen Kinder ausführliche Listen. Als ihr Sohn John 1946 für den Sitz des 11. Kongressbezirks von Massachusetts kandidierte, den zuvor ihr Vater innegehabt hatte, spornte sie ihn nicht nur an, sondern half ihm aktiv beim Wahlkampf, ebenso beim Präsidentschaftswahlkampf von 1960. Aufgewachsen in einer Politikerfamilie, war sie vertraut mit dem Treiben hinter den Kulissen und den Strategien der Hinterzimmer. „Sie kannte alle Grundlagen“, sagte Pierre Salinger und merkte an, dass sie potenziellen Wählern das Gefühl gab, wichtig zu sein, indem sie sie mit sorgfältig vorbereiteten Bemerkungen vertraulich ansprach.

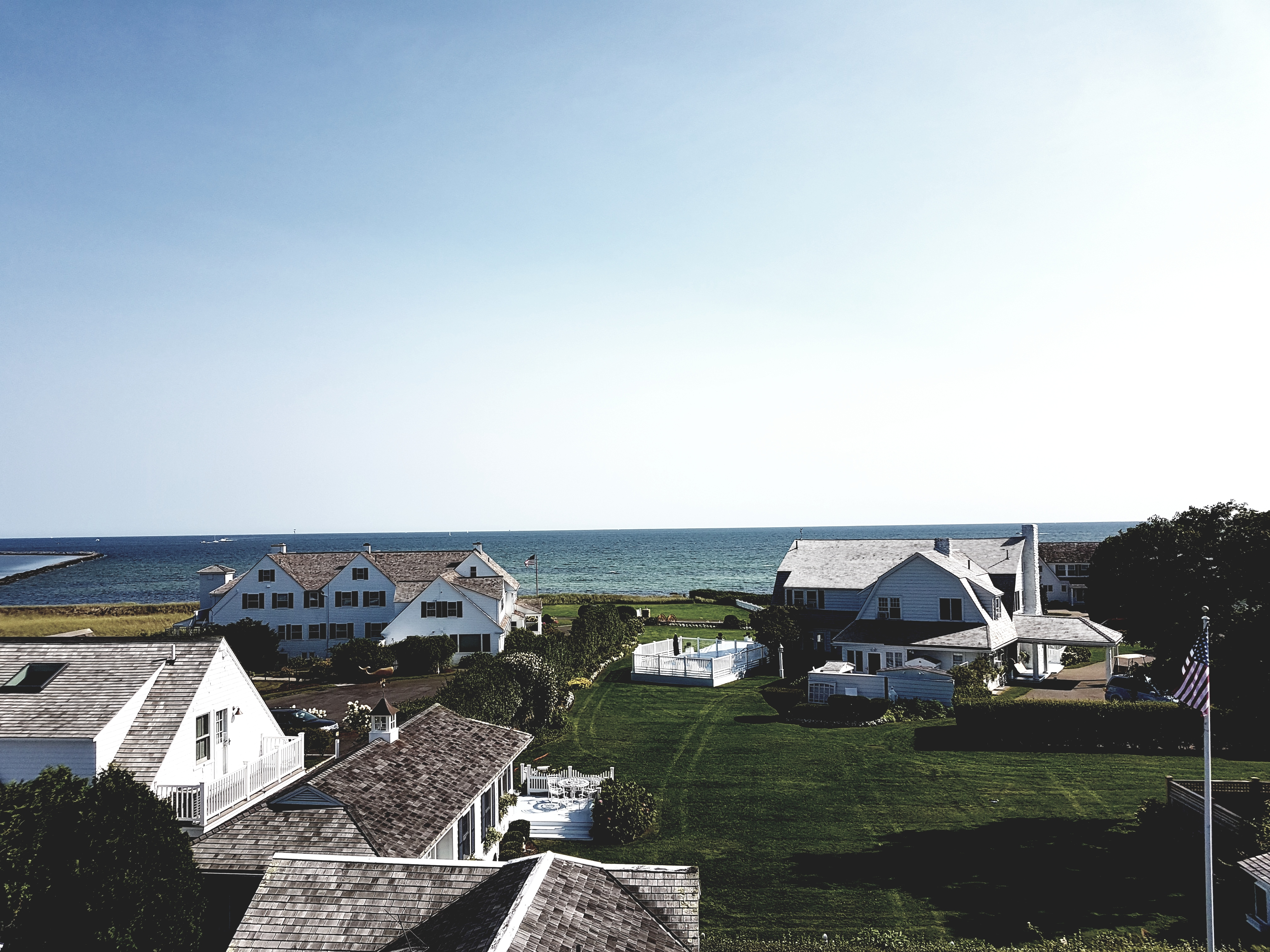
Landsitz von Rose und Joseph P. Kennedy in Hyannis Port, Massachusetts

Rose Kennedy war eine strenge Katholikin, die nach eigenen Angaben von drei religiösen Übungen besonders inspiriert wurde: dem Rosenkranz, der Meditation von Kardinal Newman und dem Kreuzweg. 1950 wurde sie von Papst Pius XII. zur Gräfin des päpstlichen Adels ernannt, in Anerkennung ihrer „vorbildlichen Mutterschaft und vieler gemeinnütziger Werke“. Eine Auszeichnung mit einem päpstlichen Orden war damals für Frauen noch nicht gestattet und Rose Kennedy war die sechste Titelträgerin in den USA. Die Joseph P. Kennedy Jr. Foundation, 1946 gegründet, spendete Millionen von Dollar insbesondere an katholische Krankenhäuser und Institutionen, Kindertagesstätten sowie Forschungszentren in den Vereinigten Staaten.
Nachdem Rose Kennedy zu Lebzeiten vier ihrer Kinder verloren hatte, starben auch vier ihrer Enkelkinder noch vor ihr.
Ostern 1984 erlitt Rose Kennedy im Alter von 93 Jahren einen schweren Schlaganfall, von dem sie sich bis zu ihrem Lebensende nicht mehr erholte. Am 22. Januar 1995 starb sie auf dem Familiensitz in Hyannis Port im Alter von 104 Jahren an einer Lungenentzündung.
1990 wurde mit Rose Kennedy: A Life to Remember ein US-amerikanisch-kanadischer Dokumentar-Kurzfilm über ihr Leben und Wirken veröffentlicht.

## Hommage
Das Debütalbum Rose Kennedy von Benjamin Biolay ist eine Hommage an sie und den Kennedy-Clan.

## Werke
- Rose Fitzgerald Kennedy: Alles hat seine Stunde. Meine Lebenserinnerungen. S. Fischer Verlag, Frankfurt a. M. 1974, ISBN 3-10-039301-5 (amerikanisches Englisch: Times to remember. Übersetzt von Hans Jürgen Baron von Koskull).